# Vráž u Berouna
Vráž u Berouna – stacja kolejowa w miejscowości Vráž, w kraju środkowoczeskim, w Czechach. Znajduje się na wysokości 320 m n.p.m.
Jest zarządzana przez Správę železnic. Na stacji nie ma możliwości zakupu biletów, a obsługa podróżnych odbywa się w pociągu.

## Linie kolejowe
- 173 Praha-Smíchov - Beroun